# Informacje Dębickie
Informacje Dębickie – bezpłatna gazeta miejska ukazującą się w Dębicy.
Dostępne są w większych punktach handlowych miasta oraz kolportowane przez gońców w centralnych punktach miasta. Odbiorcami gazety są mieszkańcy Dębicy i powiatu dębickiego zainteresowani lokalnymi informacjami.
Średni nakład to 12 000 egzemplarzy. Format A-3, papier gazetowy w pełnym kolorze.